# 自由ブロック
自由ブロック（Freedom_Bloc）は、のちにドバマ・シニェサ・アシアヨネとして知られるようになる、第二次世界大戦中に結成されたビルマの政党である。

## 歴史
ドバマ・アシアヨン（タキン党、DAA）、バー・モウの貧民党および全ビルマ学生連盟、"Htwet Yat Gain" (ビルマ語: ထွက်ရပ်ဂိုဏ်း)が合併して設立された。また、DAAの指導者は、同時に、秘密裏にビルマ人民革命党を結成した。戦後すぐにビルマの独立が保証されない限り、イギリスの戦争に協力することに反対し、反英・反戦キャンペーンを強化すると脅した。その結果、イギリスのビルマ総督はブロックの指導者たちの逮捕を命じ、彼らのほとんどは1942年の日本軍の侵攻まで獄中にあった。
日本占領が始まると、枢軸国日本の存在を考慮して、党はドバマ・シニェサ・アシアヨンと改名され、反ファシストと社会主義の綱領を取り下げた。バー・モウは国家元首となり、改名後の党の指導者となった.。
1944年に党は解散し、代わって大ビルマ党が結成された。